# 美国优先委员会
美国优先委员会（英語：America First Committee，AFC）是一个主要活跃于第二次世界大战爆发后至美国参战之前的一个孤立主义压力团体，该组织成立于1940年9月。当时纳粹德国及其盟友在多个战线节节胜利，在欧洲战线，纳粹德国和苏联合作几乎瓜分了整个欧洲，而大日本帝國亦早在两年多前便攻陷了中華民國首都南京；对此美国优先委员会反对美国干涉二战，在其高峰期一度有450个分会和超过80万成员。
美国优先委员会人员成分复杂，有民主党人、也有共和党人，亦包括共产党、反共人士、学生、记者、工业界人士和农民。然而，美国优先委员会的一些显要成员所持的反犹太主义和亲法西斯主义立场使得这一组织广受批评。美国优先委员会于1941年12月11日解散，即日本偷袭珍珠港的四日后，該事件促使美国正式参战。

## 背景

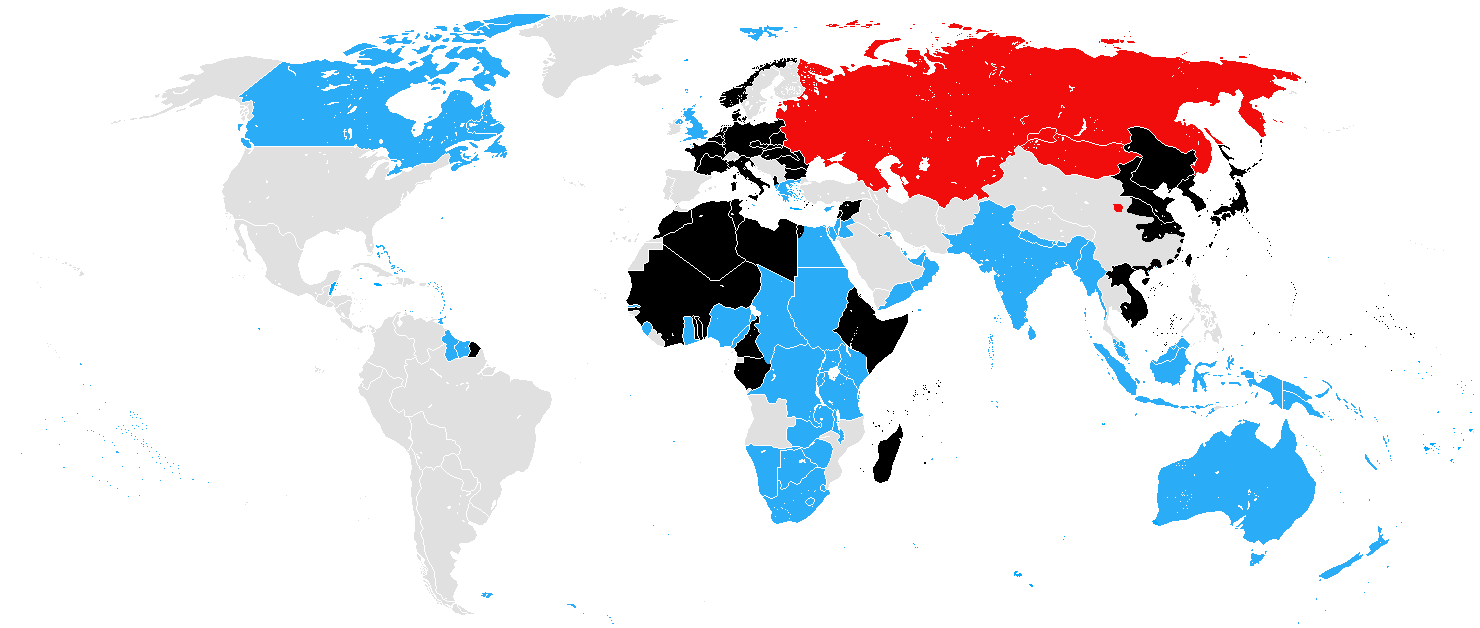
1940年末的世界局势。纳粹德国和其盟友苏联、日本和意大利以及一些附庸国势头正盛，欧洲除英国外大部已被占领；而在远东，日本已经成功占领了中国北方和沿海大片土地，法属印度支那亦已沦陷。非洲方面，法属西非，北非以及英属索马里兰均已陷落。此时世界主要国家中，仅有大英帝国及其自治领和殖民地以及中华民国仍在抵抗。